# Razorlight (Album)
Razorlight ist das zweite Studioalbum der gleichnamigen britischen Band Razorlight, das im Juli 2006 erschien.

## Entstehung und Veröffentlichung
Die Erstveröffentlichung von Razorlight erfolgte am 17. Juli 2006 bei den Musiklabels Mercury Records und Vertigo Records. Das Album erschien in seiner Originalausführung als CD und Download mit zehn Titeln (Katalognummer: 06025 1703359 7). Darüber hinaus erschien am Veröffentlichungstag eine digitale Deluxeversion mit drei Liveaufnahmen aus der Royal Albert Hall. Am 8. Februar 2019 erschien die Standardversion erstmals als LP-Ausführung (Katalognummer: 7710700).
Geschrieben wurden alle Lieder gemeinsam von den Razorlight-Mitgliedern Björn Ågren, Johnny Borrell, Andy Burrows und Carl Dalemo. Für die Produktion aller Lieder zeichnete Chris Thomas verantwortlich.

## Titelliste
1. In the Morning – 3:42
2. Who Needs Love? – 3:32
3. Hold On – 3:26
4. America – 4:10
5. Before I Fall to Pieces – 3:22
6. I Can’t Stop This Feeling I’ve Got – 3:26
7. Pop Song 2006 – 2:41
8. Kirby’s House – 2:51
9. Back to the Start – 3:12
10. Los Angeles Waltz – 4:39
11. Keep the Right Profile – 3:28 (iTunes-Bonustitel)

## Singleauskopplungen
America avancierte für Razorlight zum einzigen Nummer-eins-Hit ihrer Karriere in ihrer Heimat Großbritannien.
Liste der Singleauskopplungen

| Jahr | Titel                              | Höchstplatzierung, Gesamtwochen, AuszeichnungChartplatzierungen (Jahr, Titel, , Platzierungen, Wochen, Auszeichnungen, Anmerkungen) | Höchstplatzierung, Gesamtwochen, AuszeichnungChartplatzierungen (Jahr, Titel, , Platzierungen, Wochen, Auszeichnungen, Anmerkungen) | Höchstplatzierung, Gesamtwochen, AuszeichnungChartplatzierungen (Jahr, Titel, , Platzierungen, Wochen, Auszeichnungen, Anmerkungen) | Höchstplatzierung, Gesamtwochen, AuszeichnungChartplatzierungen (Jahr, Titel, , Platzierungen, Wochen, Auszeichnungen, Anmerkungen) | Anmerkungen                             |
| Jahr | Titel                              | DE | AT | CH | UK | Anmerkungen                             |
| ---- | ---------------------------------- | --- | --- | --- | --- | --------------------------------------- |
| 2006 | In the Morning                     | — | — | — | UK3 Platin · (23 Wo.)UK | Erstveröffentlichung: 3. Juli 2006      |
| 2006 | America                            | DE38 (16 Wo.)DE | AT17 (17 Wo.)AT | CH29 (25 Wo.)CH | UK1 ×2Doppelplatin · (27 Wo.)UK | Erstveröffentlichung: 2. Oktober 2006   |
| 2006 | Before I Fall to Pieces            | — | — | — | UK17 Gold · (11 Wo.)UK | Erstveröffentlichung: 18. Dezember 2006 |
| 2007 | I Can’t Stop This Feeling I’ve Got | — | — | — | UK44 (2 Wo.)UK | Erstveröffentlichung: 19. März 2007     |
| 2007 | Hold On                            | — | — | — | — | Erstveröffentlichung: 9. Juli 2007      |

## Rezensionen
Daniel Leckert von CDstarts.de lobt das Album. Er findet, dass der Triumphzug, der mit Up All Night begann, mit dem Zweitwerk Razorlight zumindest rein musikalisch weitergeführt werde. Laut Andreas Bättig von laut.de zelebrieren Razorlight Britpop vom feinsten. Stefan Stöckel schrieb auf cd-kritik.de, dass Razorlight die hohen Erwartungen, die an das neue Opus geknüpft waren, voll und ganz erfüllt hat.

## Kommerzieller Erfolg

### Chartplatzierungen
| ChartsChartplatzierungen       | Höchstplatzierung | Wochen |
| ------------------------------ | ----------------- | ------ |
| Deutschland (GfK)              | 43 (2 Wo.)        | 2      |
| Österreich (Ö3)                | 62 (3 Wo.)        | 3      |
| Vereinigte Staaten (Billboard) | 180 (1 Wo.)       | 1      |
| Vereinigtes Königreich (OCC)   | 1 (63 Wo.)        | 63     |

| ChartsJahrescharts (2006)    | Platzierung |
| ---------------------------- | ----------- |
| Vereinigtes Königreich (OCC) | 6           |

| ChartsJahrescharts (2007)    | Platzierung |
| ---------------------------- | ----------- |
| Vereinigtes Königreich (OCC) | 43          |

### Auszeichnungen für Musikverkäufe
| Land/Region                  | Auszeichnungen für Musikverkäufe (Land/Region, Auszeichnung, Verkäufe) | Verkäufe    |
| ---------------------------- | ---------------------------------------------------------------------- | ----------- |
| Europa (IFPI)                | Platin                                                                 | (1.000.000) |
| Irland (IRMA)                | 3× Platin                                                              | 45.000      |
| Vereinigtes Königreich (BPI) | 5× Platin                                                              | 1.500.000   |
| Insgesamt                    | 9× Platin ·                                                            | 1.545.000   |